# 格奥尔基·萨法罗夫
格奥尔基·伊万诺维奇·萨法罗夫（俄语：Георгий Иванович Сафаров，1891年—1942年7月27日）俄罗斯革命家，布尔什维克领导人，曾担任共产国际执委会东方部主任，1923年4月4日，在《东方部就1923年第一季度工作给共产国际执委会主席的报告》中就中国工人运动，国共合作与马林持有不同见解。对中共的活动产生影响。